# McLaren MP4/3
El McLaren MP4/3 fue un monoplaza de Fórmula 1 diseñado por McLaren para competir en la temporada 1987.

## Resultados

### Fórmula 1
(Clave) (negrita indica pole position) (cursiva indica vuelta rápida)

| Año     | Escudería                      | Motor                    | Neu. | N.º | Pilotos          | 1   | 2   | 3   | 4   | 5   | 6   | 7   | 8   | 9   | 10  | 11  | 12  | 13  | 14  | 15  | 16  | Puntos | Pos. |
| ------- | ------------------------------ | ------------------------ | ---- | --- | ---------------- | --- | --- | --- | --- | --- | --- | --- | --- | --- | --- | --- | --- | --- | --- | --- | --- | ------ | ---- |
| 1987    | Marlboro McLaren International | TAG-Porsche TTE PO1 V6 t | G    |     |                  | BRA | SMR | BEL | MON | DET | FRA | GBR | GER | HUN | AUT | ITA | POR | ESP | MEX | JPN | AUS | 76     | 2°.  |
| 1987    | Marlboro McLaren International | TAG-Porsche TTE PO1 V6 t | G    | 1   | Alain Prost      | 1   | Ret | 1   | 9   | 3   | 3   | Ret | 7   | 3   | 6   | 15  | 1   | 2   | Ret | 7   | Ret | 76     | 2°.  |
| 1987    | Marlboro McLaren International | TAG-Porsche TTE PO1 V6 t | G    | 2   | Stefan Johansson | 3   | 4   | 2   | Ret | 7   | 8   | Ret | 2   | Ret | 7   | 6   | 5   | 3   | Ret | 3   | Ret | 76     | 2°.  |
| Fuente: |                                |                          |      |     |                  |     |     |     |     |     |     |     |     |     |     |     |     |     |     |     |     |        |      |